# Beth Ross
Elizabeth Ross, detta Beth (Takapuna, 6 ottobre 1996), è una canottiera neozelandese, vincitrice della medaglia d'argento olimpica nell'ootto a Tokyo 2020.
In carriera vanta anche un oro mondiale, sempre nell'otto, a Ottensheim 2019.

## Palmarès
- Giochi olimpici

Tokyo 2020: argento nell'otto.
- Campionati del mondo di canottaggio

Ottensheim 2019: oro nell'otto.